# Aranc

Aranc este o comună în departamentul Ain din estul Franței.